# 曼徹斯特公爵

曼徹斯特公爵（英語：Duke of Manchester）是一個大不列顛貴族爵位，1719年原曼徹斯特伯爵查爾斯·蒙塔古受喬治一世晉升為公爵。

## 頭銜持有人
- 第一代曼徹斯特公爵查爾斯·蒙塔古
- 第二代曼徹斯特公爵威廉·蒙塔古（英语：William Montagu, 2nd Duke of Manchester）
- 第三代曼徹斯特公爵羅伯特·蒙塔古（英语：Robert Montagu, 3rd Duke of Manchester）
- 第四代曼徹斯特公爵喬治·蒙塔古（英语：George Montagu, 4th Duke of Manchester）
- 第五代曼徹斯特公爵威廉·蒙塔古（英语：William Montagu, 5th Duke of Manchester）
- 第六代曼徹斯特公爵喬治·蒙塔古（英语：George Montagu, 6th Duke of Manchester）
- 第七代曼徹斯特公爵威廉·蒙塔古（英语：William Montagu, 7th Duke of Manchester）
- 第八代曼徹斯特公爵喬治·蒙塔古（英语：George Montagu, 8th Duke of Manchester）
- 第九代曼徹斯特公爵威廉·蒙塔古（英语：William Montagu, 9th Duke of Manchester）
- 第十代曼徹斯特公爵亞歷山大·蒙塔古（英语：Alexander Montagu, 10th Duke of Manchester）
- 第十一代曼徹斯特公爵希德尼·蒙塔古（英语：Sidney Montagu, 11th Duke of Manchester）
- 第十二代曼徹斯特公爵安格斯·蒙塔古（英语：Angus Montagu, 12th Duke of Manchester）
- 第十三代曼徹斯特公爵亞歷山大·蒙塔古（現任）